# Johann Heinrich Löwe
Johann Heinrich Löwe (Berlín, 1766 - 1835) fou un compositor i violinista alemany.
De la nissaga Löwe era el primer fill de Johann Karl Lówe que va estudiar violí amb Werner Hauck i, després de romandre algun temps al servei del vescomte de Schwedt, es traslladà a Hamburg, on donava lliçons de piano i violí, i finalment, s'implantà a Bremen, dirigint allí una orquestra.
A més de l'opereta La filla del pastor de Taubehain, es deuen a aquest compositor un concert per a violí i orquestra, tres sonates per a piano, violí i violoncel: un nocturn en vuit parts, duos per a violins, variacions i altres treballs.